# Scapania cuspiduligera
Scapania cuspiduligera là một loài rêu tản trong họ Scapaniaceae. Loài này được (Nees) K. Müller miêu tả khoa học lần đầu tiên năm 1915.